# Roger Moute a Bidias
Roger Duclos Moute a Bidias (Yaundé, 22 de abril de 1995) es un baloncestista camerunés que pertenece a la plantilla del Club Baloncesto Lucentum Alicante de la Primera FEB española. Con 1,98 metros de estatura, juega en la posición de alero. Es el hermano menor del también jugador profesional Luc Richard Mbah a Moute.

## Trayectoria deportiva

### Universidad
Jugó cuatro temporadas con los Golden Bears de la Universidad de California, en las que promedió 1,7 puntos y 1,3 rebotes por partido.

### Profesional
Tras no ser elegido en el Draft de la NBA de 2017, firmó con los Raptors 905 de la G League, pero fue cortado por lesión antes de llegar a debutar a finales del mes de noviembre. Fue repescado en febrero de 2018, acabando la temporada con unos promedios de 2,9 puntos y 1,9 rebotes por partido.
Al comienzo de la temporada siguiente disputó las Ligas de Verano de la NBA con Houston Rockets, regresando posteriormente a la disciplina de los Raptors.
En agosto de 2024, firma por el Club Baloncesto Lucentum Alicante de la Liga LEB Oro.